# Mas de la Canal
El Mas de la Canal és un mas a l'est de la Tossa de Puigbò al sud el terme de Gombrèn (el Ripollès). La Canal està formada per un grup d'edificacions secundàries (corts i pallisses) presidides totes elles per l'edifici del mas dedicat a habitatge. Tot el conjunt es desenvolupa al voltant d'un corral o pati central. La seva arquitectura és de tipus tradicional que s'ha anat formant al llarg del temps i segons les necessitats d'ús.
El nom del mas deu tenir origen en trobar-se aquest abocat sobre el torrent de Puigbò. Juntament amb el mas de Puigbò són els dos que es troben al centre del veïnat i a prop de la parròquia, sens dubte devien ser els dos masos més importants del terme, ja que tots tenien molí al vall del torrent. Actualment La Canal es troba tancada tot i que recentment les seves corts servien encara per guardar el ramat d'un pastor que la tenia arrendada.